# イヤハヤ南友
イヤハヤ南友（イヤハヤ なんとも）は永井豪による日本の漫画作品。

## 概要
週刊少年マガジン（講談社）に連載（1974年-1976年）。いやはて県という架空の県における実業家、家早家と果扨家との対立を縦軸に、主人公である家早南友の正体を横軸に展開する。中盤まではエロティックな描写をメインとしたギャグ漫画だったが、終盤は唐突にシリアスな展開となり、『ハレンチ学園』を上回る血生臭い戦争描写が繰り返され、ラストは、本作の前に連載された『デビルマン』を連想させる形で終結する。

## あらすじ
いやはて県に本拠を持つ日本でも指折りの財閥、家早（いやはや）家では親戚の南友（なんとも）を両親の海外転勤の間、預かることになった。家早さよこは同い年の親戚の男の子が気になって仕方ない。変わり者という南友はどんな男の子なのか？
そうしているうちにさよこの目の前に現れたぼろぼろのコートを着た少年は飼い犬のエサを平らげる貧しい身なりの変わり者。名前を聞くと「いやはや…なんとも…」とはっきりしない。祖母の家早はやと共にさよこは「この少年こそ親戚の南友」と確信し、家に招き入れる。
ところが彼は南友では無かった。しかし家早家の体面からまったく見ず知らずの少年を家に招きいれたことが誘拐罪にあたっては大変と、家早家の当主、吐鉄面は貧相な謎の少年を南友として10年間預かることを決め、さよこと同じ権金学園に通わせるのであった。
その学園は、同じ財閥の果扨家と冷戦状態にあった。あらたな火種となった南友の出現で学園は大騒動に巻き込まれる。

## 登場人物

### 家早家
先の大戦の終戦とともに頭角を現した（その理由は大量の軍事物資を隠匿して私物化したため。）日本有数の大財閥。その影響力は計り知れず、冗談で家早家の悪口を言っただけで、その家族は生活が出来なくなる程。
家早南友（いやはや なんとも）
本当は南友ではないが、口癖の「いやはや…なんとも…」のせいで南友に間違われ家早家で生活することになる。過去の記憶をあまり持たないホームレス集団のプリンス。前作『オモライくん』に多少リンクされている。その正体は三流天使であった。最後には新世界のアダムとなる。
家早南友（本物）
家早勿友（いやはや もっとも）の息子。海外への引越しを嫌って家早家に入るはずだったが、両親についてアメリカに行ってしまった。
家早さよこ（いやはや さよこ）
家早家の孫娘。人間には上下があり名門家早家に生まれたからにはそれを守りつねにえらさを誇示しなければならないという家風を受け継ぐわがまま美少女。中学校1年生でありながら権金（けんきん）学園には専用の御殿がありイヤハヤ十人衆という部下を従える。南友の不思議な魅力に興味を持つ。最後には十人衆と新世界の11人のイブのひとりとなった。
家早吐鉄面（いやはや とてつも）
現家早家当主。御前さま、おじいさまと呼ばれているバイタリティ溢れる老人。人間は平等では無く、名門の誇りは誇示すべしと言い切る。終盤は自衛隊まで買収して果扨（はてさて）家に対抗した。
家早はや（いやはや はや）
吐鉄面の妻。南友を親戚と勘違いした。
家早獰猛（いやはや どうも）
吐鉄面の一人娘で家早コンツェルン筆頭株主。さよこの母。女性ながらバイオレンスで、自分の意に染まない相手は腕力で屈服させるタイプ。まずいことは家から出さず世間にほっかむりしてしまうという家早家の伝統を守っている。名前の通り獰猛。
家早松卓（いやはや まったく）
婿養子。さよこの父だがほとんど出番がない。家早製鉄社長。
シャーロック・ポチ, アルフォンヌ・ルイ・シュタインベック4世
家早家が南友の正体を探るべく雇った探偵。永井マンガではレギュラーの二人が演じている。

### イヤハヤ十人衆
さよこの学友にして、特殊能力を持った女番のグループ。さよこには従っているが、あまり忠誠心は強くない。それぞれ特殊能力を持つ。最終回では11人のイブとなった。
弁天ゆり（べんてん ゆり）
腹に弁天様のおしろい彫りを持つ少女。ビキニスタイルに制服のブレザーだけを羽織り、鳥打帽を被っている。特殊能力は腹のおしろい彫りが浮き出るとそこから1人～4人の弁天様を召還できるイヤハヤ能力、生弁天（いきべんてん）。また胸にプラスチック爆弾製の偽乳をかぶせてあり、乳首が本人の口笛に反応する信管となって（感知する周波数を調整すれば他人の口笛にも反応するようにできる。）おり、好きなときに爆発させることが可能。
万華鏡子（まんげ きょうこ）
中学生とは思えぬ胸をさすると乳首から謎の液体が滴り、それが見たいものを映す鏡となるイヤハヤ能力、万華鏡（まんげきょう）を使う少女。普段は特注の長い裾の制服の上だけを羽織り、羽衣のような布をまとっていて、下半身はブルマ状のものを履いている。
神薔薇あけみ（かんばら あけみ）
汗をかくとその汗が全ての熱を遮断するイヤハヤ能力、断熱汗液（だんねつかんえき）を持つ男装の麗人。普段は黒い山高帽と同色のスーツに身を包み、口に薔薇をくわえていて、女生徒に人気が高く、クールビューティーとしての体面を維持しているが、秀夫という片思いの男子生徒がいる。
銀狼いぶき（ぎんろう いぶき）
幼い頃に北米の荒野に捨てられて、狼に育てられた野生少女。後にネイティブアメリカンの夫婦に拾われて、人間社会に復帰。肺の能力が発達していて、大量の空気を肺にため込むことで1時間程度は無呼吸でいられる特殊能力の持ち主。
鳴神緑（なるかみ みどり）
当初は変なロングスカートと肩に付けたケープ以外の特徴しかない少女だったが、物語終盤での果扨との決戦でイヤハヤ能力「鳴神おとし（頭髪から自身の周囲一帯に強力な電撃を放つ。）」という技を披露した。
霞竜子（かすみ　りゅうこ）
日本刀を常に所持している、大和撫子な雰囲気の少女。普段は無口だが、イヤハヤとハテサテが乱戦になった時は、十人衆に攻守の役割の指示を出して、自ら斬り込んだ武闘派。
十文字菊乃（ともんじ　きくの）
シスターの格好をした少女。情報収集能力に優れ、天賦才太郎の正体をさよ子に知らせた。
和泉白鳥（いずみ はくちょう）
バレリーナ姿の少女。彼女も情報収集に働き、ハテサテ側についたオモライくんの脅威を買ってきたコミックスで知らしめた。
夢魔さつき（むま さつき）, 陽炎カオル（かげろう かおる）
何らかの特殊能力があったようだが、劇中では披露されないまま終わっている。

### 果扨家
急速にのし上がってきた成金でマフィアなどの非合法団体をバックにしている。家早家に対抗できる大財閥だが、成り上がりという理由で家早家から見下されているため、両家の仲は最悪。
果扨動摺（はてさて どうする）
暴力団グループを傘下に持ち急速にのし上がってきた成金。胴下の父。
果扨さて藻（はてさて さても）
胴下の母。非常に細身であり、父兄参観試合では家早側アナウンサーに「ハリガネ女」と揶揄される。
果扨紅蛇（はてさて こうじゃ）
海外のマフィアで学んだムチの天才。胴下の姉。
果扨胴下（はてさて どうした）
権金学園でさよこと対立する果扨財閥の1人息子。父や姉とは異なり非常に無能である。成り上がりということで家早家から軽んじられていることに不満を持っている。ハテサテ十人衆を配下に持つ。
大本栄惨坊（だいほんえい さんぼう）
果扨家の参謀格の中学生。スキンヘッドの男性であり仏教徒らしい。もともと果扨家を利用して成り上がることをもくろんでおり、最後には果扨家すら見限った。

### ハテサテ十人衆
万里眼力（ばんり がんりき）
講談好きの番長。その眼力は他人を圧倒する。目玉を飛び出させてX字に交差させると透視ができる。
粗暴乱雑（そぼう らんざつ）
丸太を振り回して暴れる怪力自慢。頭は良くない。
傍若武人（ぼうじゃく ぶじん）
野武士のような番長。根っからのサディストで他人をいたぶるのが趣味。多くの手下がいる。
不埒千蛮（ふらち せんばん）
スケベ番長。女の子に不埒なことをするのが大好き。
その他
残りの十人集は名前も顔も出てこなかった。

### イヤハヤ側選手
可合リカ（かわい りか）
父兄参観試合第二ラウンド理科テストに出場した美少女。1年Y組。12歳。新潟県出身。IQ414を誇る理科の天才。第一ラウンド数学テスト同様難問を解くとの想定で選ばれ初出場を果たすが、不得手な実験（時限爆弾の解体）が課題だったため大苦戦する。爆弾の仕掛けが読めず、更には相手がゆりの仕掛けた爆弾の爆発で大怪我を負った事などからプレッシャーに負け何も出来なくなってしまう。結局南友の能力で爆弾が勝手に解体された為に爆発せず勝利したが、極度の緊張が一気に弛緩された為に失神し、しかも失禁までしてしまう。
分津マリイ（ふんづ まりい）
耐下痢テストに駆り出された美少女。極端な便秘症で、5年間排便したことがない。ハテサテ側の強敵・重来薫（オモライくん）を向こうに廻し、病原菌を注入されたフルコースを完食するも少々の腹痛のみで元気に笑顔を見せる。浣腸が硬く閉ざされた肛門を通過できないため、キリ、ノミ、ドリルで強引に肛門を開けられた挙句、世界最大の浣腸器の挿入で宿便に亀裂が走り、ダイヤモンド状に硬化した便の排出に続いて5年ものの下痢便を解き放つ。その勢いは凄まじく、勉強試合会場を飲み込んでしまうこととなった。そのため、この試合の結果判定は遂になされる事はなかった。

### ハテサテ側選手
テレヤ・シェイ
権金学園の姉妹校である「ポルノ・エマニエル学園」からの留学生で、金髪巻き毛の美少女。弁天ゆりと共に全裸にされ、保健体育の第3試合・頑健度テストの内、八つ裂きテストを戦った。犬八つ裂きはクリアして、馬八つ裂きで両手を開き、バッファロー八つ裂きでオッピロゲになりながらも善戦するが、象に引かせ、体にマタタビ粉をふりかけ子猫に舐めさせる象猫八つ裂きで弁天ゆりのイヤハヤ能力「生き弁天」で弁天ゆりを舐めていた子猫も受け持たされて敗れ去る。
冷東麗造子（れいとう れいぞうこ）
権金学園2年、保健体育の第1試合・耐冷テストの選手。ボディチェックで恥ずかしがり抵抗しながらも、全校生徒の前で全裸にされる。液体酸素で零下120度まで悶えながらも耐えていたが、ついにギブアップ。彼女の負けと思いきや、肛門内に懐炉を入れていたイヤハヤ側の反則行為が発覚して逆転勝利。試合終了後、自然に氷が溶けるまで会場正面に裸のまま飾られる。

### アナウンス
疣痔小五郎（いぼぢ こごろう）
永井漫画でおなじみの迷探偵。この作品ではイヤハヤ派生徒代表として、勉強試合を報道するスケベ野郎の役どころである。
小屋椰子先生（こややしせんせい）
疣痔とコンビを組む解説者。なぜかハテサテ側についた落第20回の中年生徒、与太郎の兄でもある。

## 単行本
ほとんどが入手困難。現在はeBookJapan他の電子書籍版がダウンロード可能。
コミックス
- 講談社・KCコミックス（全7巻）
- 双葉社・パワアコミックス（全7巻）
- 朝日ソノラマサンワイドコミックス（全4巻）
- 扶桑社文庫（全5巻）